# وزارة الاتصالات وتكنولوجيا المعلومات (مصر)
وزارة الاتصالات وتكنولوجيا المعلومات هي الوزارة المسؤولة عن ملف تكنولوجيا المعلومات والاتصالات في جمهورية مصر العربية. وتأسست الوزارة في عام 1999 ومقرها في القرية الذكية بمحافظة الجيزة. ومنذ استحداثها، أخذت الوزارة على عاتقها مسئولية إعداد الخطط والاستراتيجيات الحكومية المتعلقة بتكنولوجيا المعلومات والاتصالات وتنفيذ تلك الخطط وتفعيلها. ويرأس الوزارة وزير الاتصالات وتكنولوجيا المعلومات، الذي يقوم رئيس الوزراء بتعيينه، وهو بذلك أحد أعضاء مجلس الوزراء المصري. ويشغل منصب وزير الاتصالات وتكنولوجيا المعلومات حاليًا الدكتور عمرو طلعت الذي عُين في 14 يونيو 2018.

## لمحة تاريخية عن الوزارة
جاء إنشاء وزارة الاتصالات وتكنولوجيا المعلومات في 1999 بعد أن أعلن محمد حسني مبارك الرئيس الأسبق لجمهورية مصر العربية تدشين برنامج قومي لنمو صناعة تكنولوجيا المعلومات والاتصالات في مصر. وتمثلت أهداف هذا البرنامج في تعزيز الجهود الرامية إلى تنمية المجتمع المعلوماتي في مصر، فضلًا عن تشجيع نمو قطاع قوي وقادر على المنافسة، والانتقال من بؤرة الخدمات المحلية إلى دائرة التصدير. وكان أساس هذا البرنامج هو إنشاء وزارة جديدة للاتصالات وتكنولوجيا المعلومات في أكتوبر 1999.
وبعد مرحلة الإنشاء، أطلقت وزارة الاتصالات وتكنولوجيا المعلومات، التي كان يرأسها الدكتور أحمد نظيف آنذاك، خطة قومية لتكنولوجيا المعلومات والاتصالات، نُفذت على إثرها مشاريع ومبادرات عدة بهدف تعزيز الشراكة بين القطاعين العام والخاص لتطوير البنية التحتية للاتصالات والتوسع فيها، وإتاحة النفاذ إلى خدمات تكنولوجيا المعلومات والاتصالات لكل المواطنين، وتوفير محتوى عربي عالي الجودة على الإنترنت، وبناء جيل من المتخصصين والمحترفين في مجالات تكنولوجيا المعلومات والاتصالات، المُدربين على أعلى مستوى.

## الرؤية والرسالة
استُحدثت وزارة الاتصالات وتكنولوجيا المعلومات بهدف تمكين مصر من مواكبة مجتمع المعلومات الدولي. وتتمثل رسالتها في دعم تطوير صناعة خدمات تكنولوجيا المعلومات والاتصالات على المستوى المحلي، الأمر الذي يسهم بدوره في زيادة حجم الصادرات وخلق فرص عمل وتشجيع استخدام خدمات تكنولوجيا المعلومات والاتصالات في جميع أنحاء الجمهورية، باعتبارها وسيلة لتحقيق أهداف التنمية الوطنية، علاوة على إرساء أسس قوية لمجتمع المعرفة بالتعاون مع الجهات المعنية من الحكومة أو المجتمع المدني أو القطاع الخاص.
ومنذ إنشاء الوزارة في عام 1999 وهي تعمل جاهدة بالتعاون مع غيرها من الهيئات الحكومية والمنظمات غير الحكومية والقطاع الخاص على دعم وإرساء البنية التحتية لمجتمع المعلومات في مصر ووضع الإطار التنظيمي له. عقب اختتام مبادرة مجتمع المعلومات المصري في 2006، وضعت الوزارة إستراتيجية للفترة من 2007 إلى 2010 وأعلنت أهدافها التي تضمنت دعم إعادة هيكلة القطاع وتنمية مجتمع المعرفة ودعم مجال تكنولوجيا الاتصالات والمعلومات مع التركيز على توسعة صادرات منتجات وخدمات تكنولوجيا الاتصالات والمعلومات. ووفقًا لإستراتيجية تكنولوجيا الاتصالات والمعلومات، تتمثل أهم أولويات الوزارة فيما يلي:
- الاستمرار في بناء البنية التحتية الحديثة لقطاع تكنولوجيا الاتصالات والمعلومات لتوفير بيئة مواتية لعمل الحكومة وقطاع الأعمال في عموم القطر المصري، وربط هذه البنية الحديثة بنظيراتها حول العالم.
- بناء صناعة معلوماتية متطورة ذات قدرات تنافسية وتصديرية متفوقة.
- اعتماد سياسة إبرام الشراكات بين القطاعين العام والخاص كآلية تنفيذية مناسبة حيثما أمكن.
- تمكين المجتمع من استيعاب مصادر المعلومات على اتساع طرائقها ومحتوياتها والاستفادة منها.
- إيجاد مجتمع ساعٍ للتعلم يُتاح لأبنائه الوصول إلى جميع مصادر المعلومات التي يريدون دون أي اعتبار لفوارق النوع أو الموقع، مما يتيح للجميع تحقيق غاياتهم وبذل أقصى طاقاتهم في سبيل ذلك، علاوة على النهوض بدور بنّاء في التنمية الاقتصادية والاجتماعية على المستوى الوطني.
- دعم تطوير المهارات المطلوبة في صناعة تكنولوجيا الاتصالات والمعلومات.
- دعم البحث والابتكار في مجال تكنولوجيا الاتصالات والمعلومات.

## الوزراء
| الوزير               | رئيس الوزراء                          | الفترة                          |
| -------------------- | ------------------------------------- | ------------------------------- |
| أحمد نظيف            | عاطف عبيد                             | (4 أكتوبر 1999 - 14 يوليو 2004) |
| طارق كامل            | أحمد نظيف                             | (يوليو 2004 - فبراير 2011)      |
| ماجد عثمان           | أحمد شفيق عصام شرف                    | (22 فبراير 2011 - يوليو 2011)   |
| محمد عبد القادر سالم | عصام شرف كمال الجنزوري                | (21 يوليو 2011 - يونيو 2012)    |
| هاني محمود           | هشام قنديل                            | (1 أغسطس 2012 - يناير 2013)     |
| عاطف حلمي            | هشام قنديل حازم الببلاوي إبراهيم محلب | (يناير 2013 - مارس 2015)        |
| خالد نجم             | إبراهيم محلب                          | (مارس 2015 - سبتمبر 2015)       |
| ياسر القاضي          | شريف إسماعيل                          | (سبتمبر 2015 - 5 يونيو 2018)    |
| عمرو سميح طلعت       | مصطفى مدبولي                          | (14 يونيو 2018 - حتى الآن)      |

## المبادرات
تتضمن مبادرات وزارة الاتصالات وتكنولوجيا المعلومات وأهدافها المعلنة، ما يلي:
- إعادة هيكلة قطاع تكنولوجيا الاتصالات والمعلومات، بما في ذلك الإصلاح التشريعي لإيجاد سوق أكثر قدرة على جذب الاستثمار الأجنبي والمحلي.
- الإنترنت المجاني، وهي خدمة أطلقتها الشركة المصرية للاتصالات عام 2002 بالتعاون مع معظم موردي خدمات الإنترنت بمصر من أجل تقليل رسوم الاشتراك الشهرية للدخول على الشبكة باستخدام الهاتف، إذ يسدد المستخدم سعر مكالمة الهاتف المحلية من أجل الاتصال بالإنترنت.
- مبادرة التردد عريض النطاق: أطلقت هذه المبادرة عام 2004 لإتاحة الاتصال بالإنترنت عبر خدمات الاتصال فائق السرعة بأسعار موحدة مخفضة ولرفع مستوى الوعي لدى المواطنين بمزايا خدمات الإنترنت فائق السرعة عن الاتصال بالهاتف.
- برنامج ترخيص الشبكات الثابتة والمحمولة: أسفر هذا البرنامج عن إبرام اتفاقية تجوال قومية بين مشغلي الهواتف المحمولة الثلاثة في مصر (موبينيل وفودافون مصر واتصالات مصر) والجهاز القومي لتنظيم الاتصالات (NTRA) في يونيو 2007 لإمداد المستخدمين بخدمات الجيل الثالث.
- تدشين النطاق الإلكتروني باللغة العربية وبامتداد .مصر الذي يحمل رمز الدولة.
- برنامج إصلاح قطاع الخدمات البريدية: أطلق في عام 2002 لتحديث الهيئة القومية للبريد المصري وذلك بتحسين الخدمات البريدية وتوسيع قدرات البريد وإيجاد مصادر دخل جديدة.
- تعزيز الإطار الذي يتحكم في استخدام شبكات تكنولوجيا الاتصالات والمعلومات وخدماتها.
- تكنولوجيا المعلومات والاتصالات من أجل التنمية: وهي عبارة عن مجموعة من المشاريع صممت لتعزيز إمكانيات تكنولوجيا المعلومات والاتصالات سعيًا لتحقيق أهداف التنمية البشرية التي تنشدها مصر وتحسين حياة مواطنيها بتوظيف الشراكة بين القطاعين العام والخاص من أجل تسهيل تخطيط المشاريع وتنفيذها وتحليلها وإعلانها في كل قطاعات الاقتصاد بما في ذلك الصحة والتعليم والثقافة والخدمات الحكومية.
- تعزيز الابتكار والتجديد وتطوير صناعة تكنولوجيا الاتصالات والمعلومات بما في ذلك البحث والتطوير والتدريب والاستثمار والأعمال الإلكترونية.
- إنشاء التجمعات التكنولوجية ومن بينها القرية الذكية والمنطقة التكنولوجية الاستثمارية بالمعادي.
- تعزيز الشراكة المفيدة مع الحكومة والهيئات ومنظمات المجتمع المدني والمنظمات متعددة الجنسيات حول العالم لتبادل الخبرة وخلق الفرص وتعزيزها.

## المنشآت التابعة
- الجهاز القومي لتنظيم الاتصالات (NTRA)

أنشئ هذا الجهاز عام 2003 وفقًا لقانون تنظيم الاتصالات باعتباره هيئة قومية الغرض منها إدارة قطاع الاتصالات. ويشمل نطاق أعمال الجهاز القضايا المتعلقة بالشفافية والمنافسة الحرة والخدمات العامة الشاملة وحماية حقوق المستخدم. ويعمل الجهاز القومي لتنظيم الاتصال كجهة تحكيم مستقلة بين مختلف أطراف قطاع تكنولوجيا الاتصالات والمعلومات.
- هيئة تنمية صناعة تكنولوجيا المعلومات (ITIDA)

تأسست هيئة تنمية صناعة تكنولوجيا المعلومات (إيتيدا) في مصر عام 2004 كذراع تنفيذي لتكنولوجيا المعلومات لوزارة الاتصالات وتكنولوجيا المعلومات. و تقع الهيئة في القرية الذكية، وهي عبارة عن جهة حكومية أنشأت لتعزيز تطوير قطاع تكنولوجيا المعلومات المصري وزيادة قدرته التنافسية على المستوى العالمي. وتتولى الهيئة، التابعة لوزارة الاتصالات وتكنولوجيا المعلومات، القيام بالدور المحوري في تطوير صناعة تكنولوجيا المعلومات بتحديد احتياجات الصناعة المحلية وتلبيتها من خلال برامج مخصصة لذلك. فضلاً عن دورها في تعزيز جوانب الحماية الإلكترونية في مصر وتنمية إطار العمل المعني بحماية البيانات من أجل تيسير الأعمال الإلكترونية وخدمات تعهيد الأعمال (BPO).
وبالتعاون مع مكتب حقوق الملكية الفكرية، تهدف الهيئة إلى ضمان تعزيز قانون حقوق الطبع والنشر ومحاربة القرصنة ومعاقبة مرتكبي الانتهاكات بغية ضمان حماية برامج الكمبيوتر وقواعد البيانات. يهدف مكتب الحقوق الفكرية إلى رفع مستوى الوعي والفهم بحقوق الملكية الفكرية في مجتمع البرامج وحقوق المواطنين عمومًا فضلاً عن تعاونه مع مختلف الهيئات المعنية بحقوق الملكية الفكرية على المستويين المحلي والدولي. كما يعمل المكتب كحافظ لبرامج الكمبيوتر وقواعد البيانات ويوفر تراخيص إعادة إنتاج برامج الكمبيوتر وقواعد البيانات وترجمتها من أجل استخدامها في أغراض تعليمية كما يصدر تراخيص المزاولة اللازمة لشركات البرمجيات.
- البريد المصري (ENPO)

تعد الهيئة القومية للبريد المصري التي تأسست عام 1865، أكبر مقدم للخدمات البريدية في مصر؛ حيث تتيح للشركات التجارية والمنازل والهيئات الحكومية القدرة على التواصل وإجراء الأعمال مع بعضها البعض والعالم بأسره من خلال تقديم خدمة نقل الرسائل والنماذج والأموال والسلع والخدمات الأخرى بشكل موثوق فيه وبأسعار اقتصادية.
- معهد تكنولوجيا المعلومات (ITI)

تأسس معهد تكنولوجيا المعلومات في عام 1992 بواسطة مركز المعلومات ودعم اتخاذ القرار التابع للحكومة المصرية بهدف أتاحة الفرصة لظهور مجتمع يقوم على المعرفة من خلال رعاية جيل جديد من المتخصصين. وفي أبريل 2005، أصدر رئيس الوزراء السابق الدكتور أحمد نظيف قرارا انتقلت بموجبه تبعية معهد تكنولوجيا المعلومات (ITI) إلى وزارة الاتصالات وتكنولوجيا المعلومات. ويقبل المعهد كل عام عددًا محدودًا من الخريجين من أي تخصص للالتحاق ببرنامج التدريب التابع له الذي يضم 14 تخصصًا مختلفا.
- المعهد القومي للاتصالات (NTI)

تأسس المعهد القومي للاتصالات عام 1984 ليكون صرحا علميا تابعا لوزارة الاتصالات وتكنولوجيا المعلومات. يعتبر المعهد القومي للاتصالات مركزا للامتياز ورائدا للتدريب، كما أنه مؤسسة تعليمية ومركز لأنشطه البحوث التطبيقية في مجال الاتصالات ليس في مصر فحسب بل يشمل العالم العربي وأفريقيا كذلك.
- المركز القومي لتوثيق التراث الحضاري والطبيعي (CULTNAT)

تم تأسيس المركز القومي لتوثيق التراث الحضاري والطبيعي في يناير 2000 كمشروع تابع لوزارة الاتصالات وتكنولوجيا المعلومات. وفي عام 2003 صدر قرار رئاسي بتحويل المركز كجهة تابعة لمكتبة الإسكندرية الجديدة ومدعمة من قبل وزارة الاتصالات وتكنولوجيا المعلومات، ويعمل المركز على توثيق كل جوانب التراث الحضاري والطبيعي المصري على سبيل المثال، الآثار والعمارة والوثائق والموسيقى والفولكلور والكاريكاتير والفنون التشكيلية والموارد الطبيعية، وغيرها.
- مركز الإبداع التكنولوجي وريادة الأعمال

يعمل مركز الإبداع التكنولوجي وريادة الأعمال على دعم الإبداع وريادة الأعمال في مجال الاتصالات وتكنولوجيا المعلومات لمصلحة الاقتصاد القومي. وقد تأسس المركز في القرية الذكية في عام 2010.
- اتحاد البرمجيات المصرية

يعمل على ضم عضوية الشركات العاملة في مجال البرمجيات وقواعد البيانات والحاسب الآلي وتكنولوجيا المعلومات كحماية لهم من المنافسة وتقلبات السوق
- شركة تنمية وإدارة القرى الذكية

القرية الذكية بمصر هي منطقة للأعمال التجارية، وتقع على مساحة 3 ملايين متر مربع وتقدم تسهيلات تقنية عالية المستوى والمرافق الأساسية لشركات تكنولوجيا المعلومات والاتصالات بمصر.
- صندوق تنمية التكنولوجيا

صندوق تنمية التكنولوجيا هو صندوق تمويل أنشأته وزارة الاتصالات وتكنولوجيا المعلومات عام 2004 كشراكة بين القطاعين العام والخاص لتمويل ودعم الشركات الناشئة في قطاع تكنولوجيا المعلومات والاتصالات.
- المصرية للاتصالات

تأسست منذ أكثر من 150 عاما كانت تسمى شركة التليفونات والتلغراف الشرقية ثم مصلحة التليفونات والتلغراف ثم الهيئة القومية للاتصالات السلكية واللاسلكية ثم تحولت إلى شركة مساهمة مصرية في عام 1998 عندما انفصلت وزارة الاتصالات وتكنولوجيا المعلومات عن وزارة النقل والمواصلات واصبحت وزارة مستقلة منذ ذلك الحين
- واحات السيليكون للمناطق التكنولوجية

هي شركة مساهمة مصرية، أنشأت سنة 2016 طبقًا لقانون رقم 159 لسنة 1980، كشراكة بين هيئة تنمية صناعة تكنولوجيا المعلومات والجهاز القومي لتنظيم الاتصالات التابعين لوزارة الاتصالات وتكنولوجيا المعلومات وهيئة المجتمعات العمرانية الجديدة التابعة لوزارة الإسكان والمرافق والمجتمعات العمرانية.

## وصلات خارجية
- وزارة الاتصالات وتكنولوجيا المعلومات
- الجهاز القومي لتنظيم الاتصالات
- هيئة تنمية صناعة تكنولوجيا المعلومات
- معهد تكنولوجيا المعلومات
- المعهد القومي للاتصالات
- القرية الذكية
- الشركة المصرية للاتصالات
- مجلس الوزراء المصري